# Non-Stop
Non-Stop (bra: Sem Escalas; prt: Non-Stop) é um filme de ação franco-britano-estadunidense de 2014 estrelado por Liam Neeson, Julianne Moore, Michelle Dockery, Anson Mount, Lupita Nyong'o e Scoot McNairy. É dirigido por Jaume Collet-Serra. Esta é o primeiro filme da Silver Pictures a ser distribuído pela Universal Pictures após o término do contrato da empresa de produção com a Warner Bros., e a primeira desde Weird Science. O filme recebeu críticas mistas dos críticos.

## Sinopse
Durante um voo transatlântico de Nova York a Londres, Bill Marks (Liam Neeson) recebe uma série de mensagens de texto criptografadas, exigindo que ele instrua a companhia aérea a transferir US$ 150 milhões para uma conta fora do país. Até que ele garanta a transferência, um passageiro será assassinado a cada 20 minutos. A luta contra seus demônios pessoais tirou toda a paixão que Marks tinha pelo lado heroico de sua profissão. Ele passou a encarar suas importantes tarefas apenas como meras tarefas burocráticas em um escritório alado. De qualquer forma, um dia a mais no escritório torna-se uma crise sem precedentes, quando o voo no qual está fica sob ameaça. Cercado por poucas pessoas que ele inicialmente acredita serem confiáveis — incluindo sua vizinha de poltrona, Jen Summers (Juliane Moore) — o habilidoso Marks precisa usar cada detalhe de seu treinamento para tentar descobrir o assassino a bordo do avião.[carece de fontes?]

## Elenco
- Liam Neeson como Bill Marks
- Julianne Moore como Jennifer "Jen" Summers
- Michelle Dockery como Nancy
- Nate Parker como Zack White
- Linus Roache como Capitão David McMillan
- Scoot McNairy como Tom Bowen
- Corey Stoll como Austin
- Lupita Nyong'o como Gwen
- Anson Mount como Jack Hammond
- Bar Paly como Iris Marianne
- Shea Whigham como Agente Marenick

## Filmagens
As filmagens começaram em 1 º de novembro de 2012 em York Studios em Maspeth, Queens, Nova Iorque, e no Aeroporto Internacional John F. Kennedy em 7 de dezembro de 2012 e no Aeroporto MacArthur Long Island. Este foi o filme inaugural filmado em York Studios.

### Bilheteria
O filme abriu em 3,090 cinemas nos Estados Unidos e Canadá. Ele arrecadou $10 milhões no dia da inauguração e foi classificado #1 no final de semana com $28.9 milhões, à frente do líder de bilheteria The Lego Movie e a nova versão Son of God.
O filme ganhou $91.7 milhões nas bilheterias norte-americanas. Em outros mercados que levou em um adicional $109.5 milhões, para um total de $201.2 milhões mundialmnete. Seu orçamento para fazer o filme foi $50 milhões.

## Trilha sonora
A trilha sonora original do filme foi composta por John Ottman. O disco foi lançado em 3 de abril de 2014 via rótulo Varèse Sarabande.
| N.º            | Título                            | Duração |  |
| 1.             | "Non-Stop"                        | 3:13    |  |
| 2.             | "Damaged Goods"                   | 3:43    |  |
| 3.             | "Usual Suspects"                  | 1:20    |  |
| 4.             | "Welcome to Aqualantic"           | 1:04    |  |
| 5.             | "First Text"                      | 3:16    |  |
| 6.             | "Random Search"                   | 1:41    |  |
| 7.             | "Do Something for Me"             | 2:43    |  |
| 8.             | "Circling Passengers"             | 3:12    |  |
| 9.             | "Interrogations"                  | 3:24    |  |
| 10.            | "What Happened to Amsterdam?"     | 3:46    |  |
| 11.            | "Death Number One"                | 2:08    |  |
| 12.            | "Reluctant Passenger/Blue Ribbon" | 2:09    |  |
| 13.            | "Fuck It"                         | 3:43    |  |
| 14.            | "Explosions Protocol"             | 1:56    |  |
| 15.            | "Ambush"                          | 1:40    |  |
| 16.            | "Message Received"                | 3:21    |  |
| 17.            | "Bathroom Discovery"              | 1:49    |  |
| 18.            | "8000 Feet"                       | 2:11    |  |
| 19.            | "Unloaded Weapon"                 | 1:31    |  |
| 20.            | "Crash Landing"                   | 1:27    |  |
| 21.            | "Epilogue"                        | 3:53    |  |
| Duração total: | Duração total:                    | 53:10   |  |

## Home media
Non-Stop foi lançado em Blu-ray Disc e DVD em 10 de junho de 2014.

## Sequência
Em 11 de junho de 2014, Entertainment Weekly relatou que, em uma entrevista com o produtor Joel Silver, ele falou sobre a possibilidade de uma sequência, e afirmou que não vai acontecer em um avião novamente. "Eu preciso pensar em uma maneira de colocá-los em uma situação igual. Mas quando eu fazer uma sequência que eu gosto de replicar a experiência, e não replicar o filme. Que eu não vou colocá-los em um plano novo, é claro. ele tem um toque de Sherlock Holmes em que ele tem que descobrir o que está acontecendo e então ele tem que descobrir como resolvê-lo. Eu acho que o personagem é um grande personagem e nós vamos tentar descobrir alguma coisa para fazer. que eu haven 't pensado nisso ainda. Ainda não pensei sobre isso ainda. Mas eu tenho que, mais cedo ou mais tarde".